# Kala Segi
Kala Segi is een bestuurslaag in het regentschap Aceh Tengah van de provincie Atjeh, Indonesië. Kala Segi telt 282 inwoners (volkstelling 2010).